# ササノユキ
ササノユキ（笹の雪、学名: Agave victoriae-reginae Moore） は、リュウゼツラン属の植物の1つ。棒状の葉に白い筋が入る。観賞用に栽培される。

## 特徴
厚い葉を密生して球状の株を作る多年草。葉は舌状で厚く、表面はややくぼみ、裏面に強く突出し、稜がある。葉の縁には棘がなく、先端に1本、黒褐色の鋭い棘を持つ。葉の縁沿いにはっきりした白い筋斑があり、裏面は稜線が白く、またその両側側面に葉の付け根側に開いた八の字のような白線が入る。葉の長さは変異が多く、株全体の径は原産地では50-70cmに達するものがある。栽培下ではそこまで大きくならず、30-40cm程度である。
花は穂状花序につき、淡緑色である。
学名の種小名はビクトリア女王に由来する。

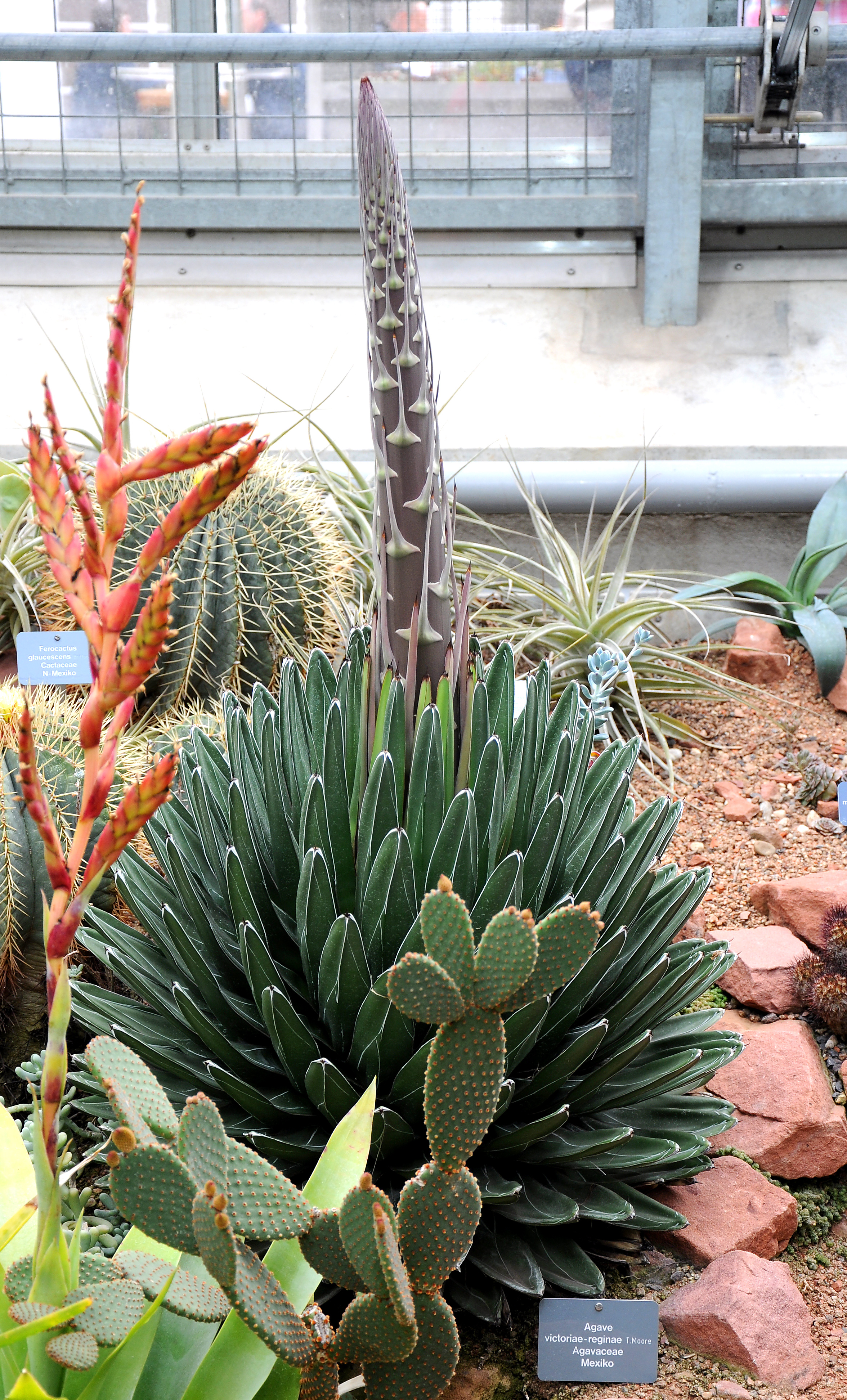
花序が伸び出す様子
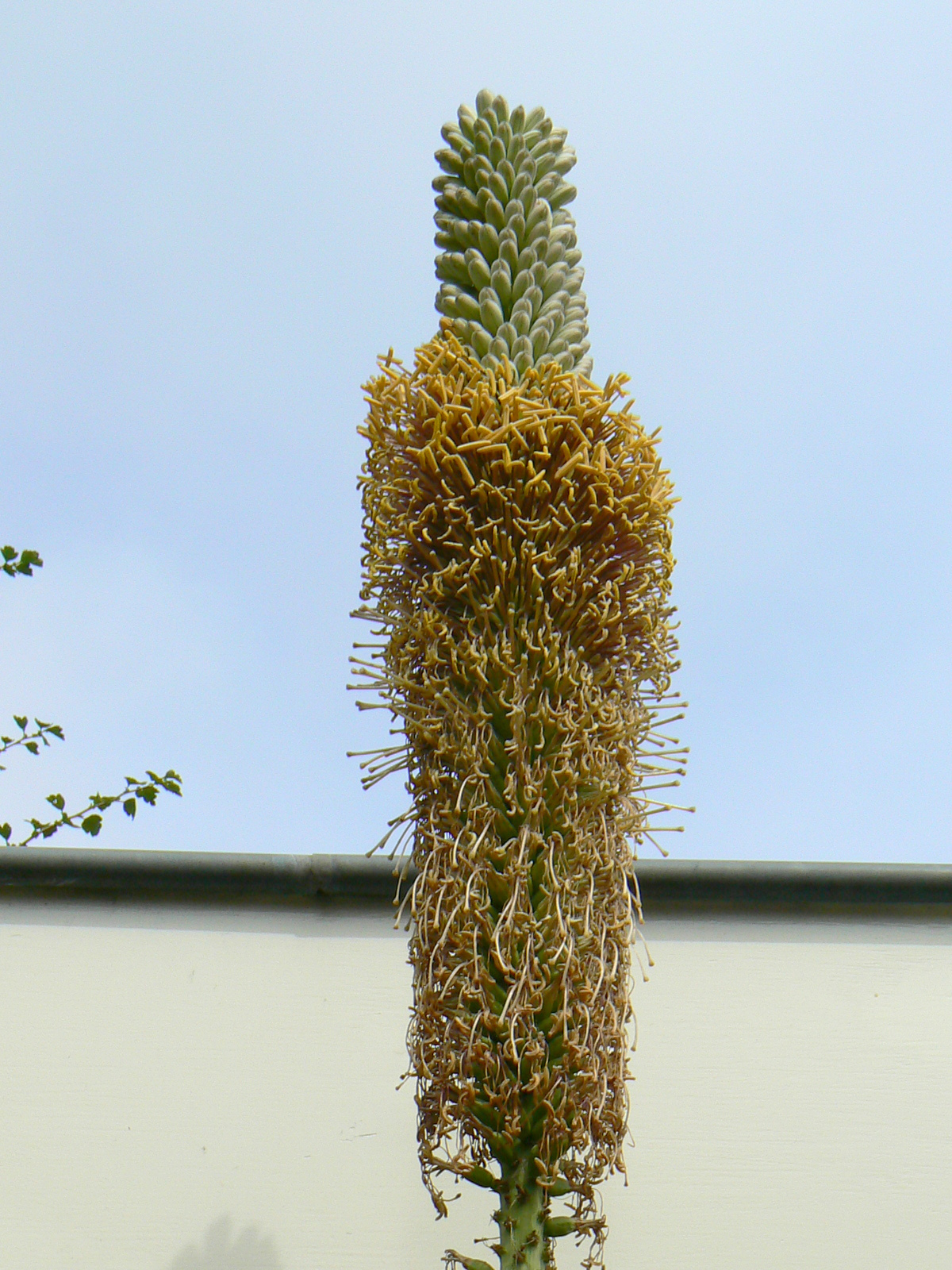
開花の様子
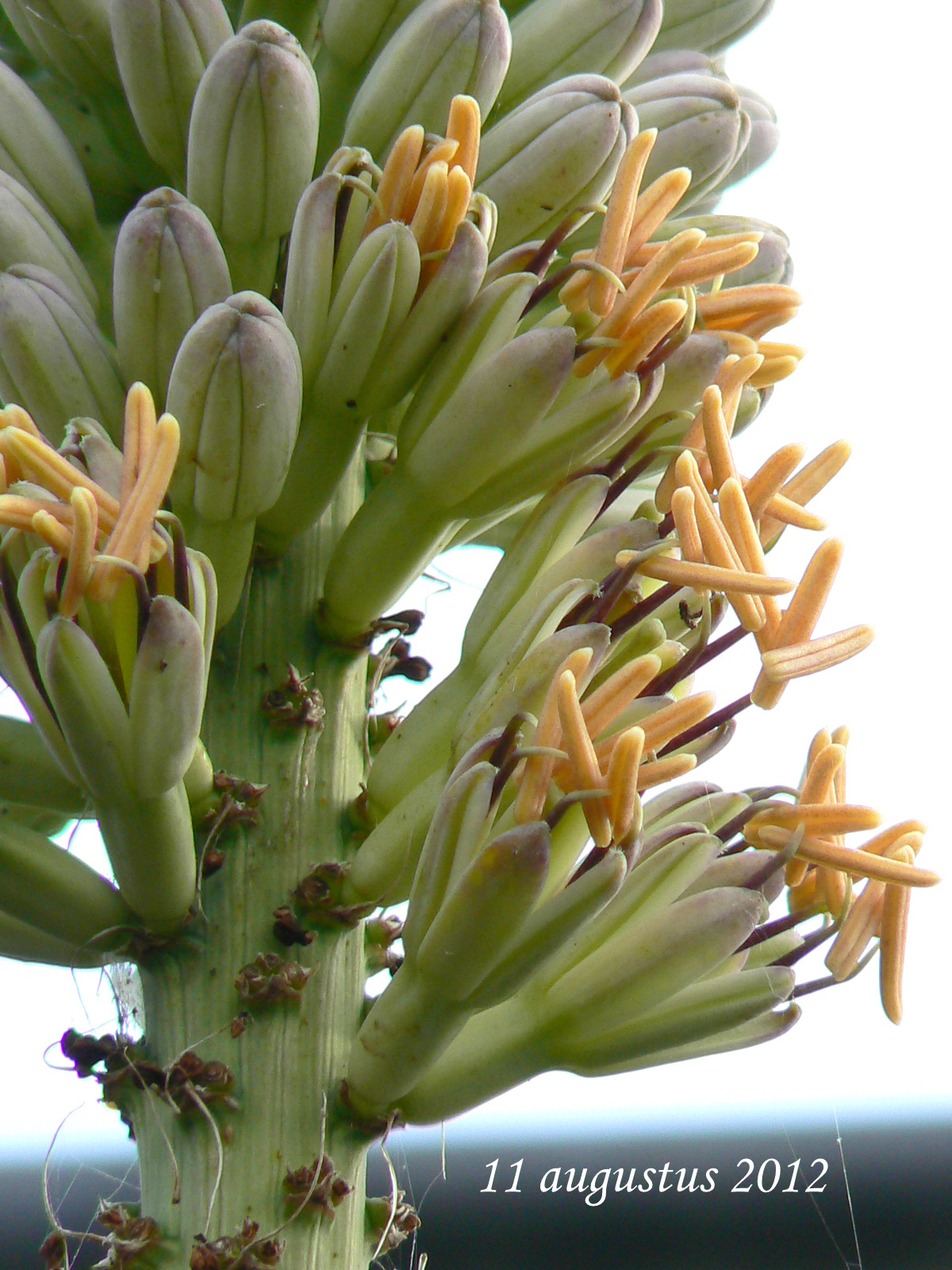
花の様子

## 分布と生育環境
メキシコのコアウィラ州とヌエボ・レオン州が原産地であり、産地の岩壁などに生育する。

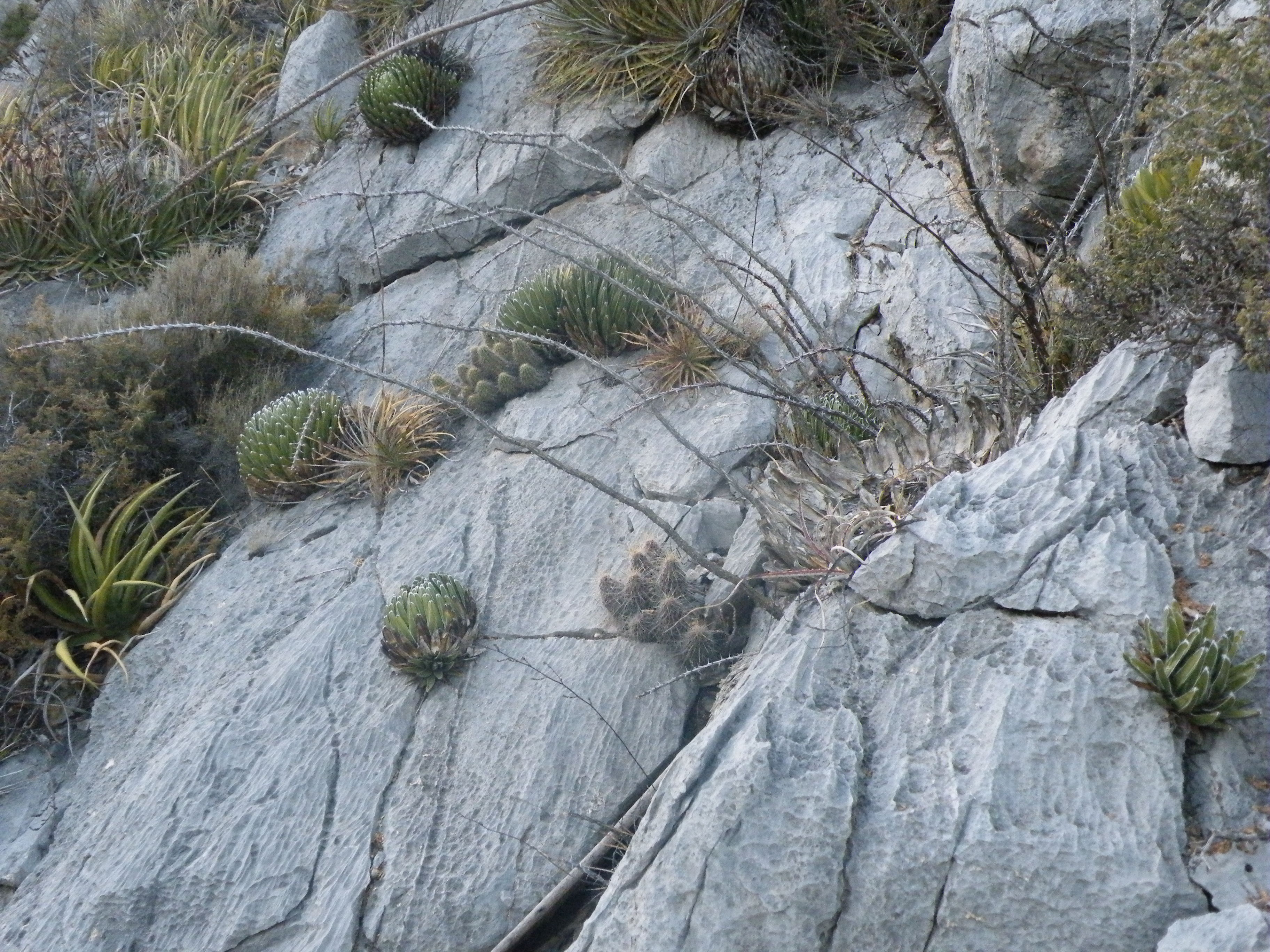
自生地の様子
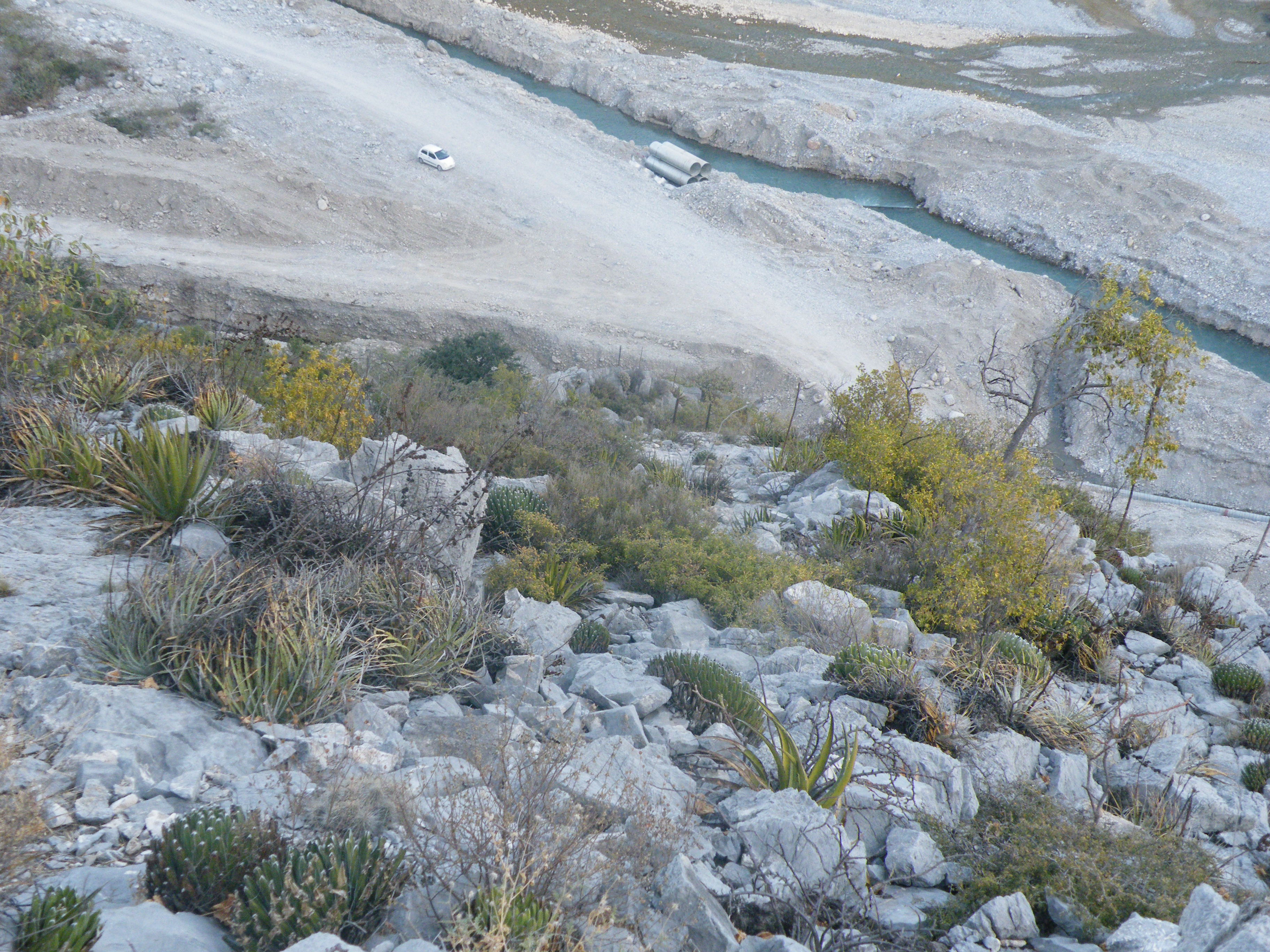
自生地、下に道路と車が見える。

## 種内変異、類似種など
雪山は本種の白覆輪品で f. variegata とされる。他にも斑入り品が幾つか知られる。
似たものとしてはササフブキ（笹吹雪）A. ferdinandi-regis は本種より葉数が少なく、葉は深緑でさらに肉厚で、葉全体が緩くカーブする。また葉先の棘は一つではなく小さい棘が2-3個であることが多い。ちなみにこれは本種の幼い時の形態に似ており、それがそのまま大きくなったものとも取れる。
またミダレユキ（乱れ雪）A. filifera には矮性になった栽培品 'compacta' があるが、これの和名が王妃笹の雪と呼ばれ、本属で最も美しいとも言われる。ただし葉の縁からこの種の特徴である白い糸状の繊維が突き出しており、本種とさほど似ているわけではない。

## 利用
観葉植物、というより多肉植物として栽培される。古くから栽培されており、その形が均整が取れていて美しいとされる。耐寒性もあり、水を断てば-3〜-5℃まで耐える。
なお、輸入の大株は栽培して二年ほどで花をつけて枯れてしまう例が知られる。